# Niko Springer
Niko Springer (Mainz, 11 juli 2000) is een Duits darter die uitkomt voor de PDC.

## Carrière
Springer maakte zijn debuut op 18-jarige leeftijd op de PDC Development Tour in 2019, waar hij één keer de ronde van 64 bereikte. Hij deed voor het eerst mee in februari 2021 op de PDC Q-School in Niedernhausen en bereikte de finale. Door zijn prestaties op de Q-School en de verandering van het aantal deelnemers naar 24, kreeg Springer een wildcard voor de PDC Super League Darts in Niedernhausen, die in april 2021 plaatsvond. Na een overtuigende prestatie in de voorronde, werd Springer in de kwartfinales uitgeschakeld door de latere toernooiwinnaar Martin Schindler.
Op de PDC Development Tour 2021 (toernooi 1–6) in Niedernhausen bereikte Springer telkens één keer de halve finale en de finale. Met de zevende plaats werd hij de beste Duitser van het toernooi. In 2021 nam Springer voor het eerst deel aan de PDC European Challenge Tour in Niedernhausen, waar hij meerdere keren in de top 16 en één keer in de finale kon spelen. Na Steven Noster, Lukas Wenig en Ricardo Pietreczko was Niko Springer de vierde beste Duitser met een veertiende plaats na acht toernooien.
In het tweede deel van de PDC Development Tour 2021 (toernooi 7–12) begin november 2021 bereikte Springer de halve finales en finale en kwalificeerde zich daarmee voor het PDC World Youth Championship op 28 november 2021 in Minehead en het UK Open 2022. Hij was oorspronkelijk ook geplaatst in de laatste fase van de PDC Q-School in januari 2022. Hij zag echter af van zijn plaatsing en nam slechts deel aan één dag van de eerste ronde om te kunnen deelnemen aan latere PDC-toernooien.
Tijdens de eerste Host Nation Qualifier van het jaar voor de European Darts Tour 2022 verdiende Springer voor het eerst een startplaats op het International Darts Open en voor het German Darts Championship. Op zijn debuuttoernooi bereikte Springer de top met een 6-4 overwinning op Jermaine Wattimena, en een 6-5 overwinning op Brendan Dolan. In de achtste finale verloor hij vervolgens met 2-6 van de regerend wereldkampioen Peter Wright. Tijdens de Development Tour wist Springer twee finales te bereiken, die hij beide verloor van Geert Nentjes en Nathan Rafferty.
In 2023 plaatste hij zich via de Host Nation Qualifiers voor de Baltic Sea Darts Open en de International Darts Open. Tijdens dat laatste tornooi wist hij opnieuw de derde ronde te bereiken, na overwinningen op Scott Williams en Dimitri Van den Bergh. Springer werd uitgeschakeld door Damon Heta.
In 2024 plaatste hij zich via de Host Nation Qualifiers voor de European Darts Grand Prix en het German Darts Championship. Springer verloor telkens in de eerste ronde. Hij wist drie finales te winnen tijdens de Development Tour 2024, waardoor hij tweede eindigde in de Order of Merit. Hierdoor wist Springer een Tour Card te bemachtigen voor 2025-2026 en kwalificeerde hij zich voor het PDC World Darts Championship 2025. Tijdens zijn debuut op het PDC WK verloor hij in de eerste ronde.
Op het Dutch Darts Championship 2025 versloeg hij Jermaine Wattimena, Stephen Bunting, Martin Schindler, Ricardo Pietreczko en Wessel Nijman om de finale te behalen. Daarin was Jonny Clayton te sterk.

## Resultaten op wereldkampioenschappen

### PDC
- 2025: Laatste 96 (verloren van Scott Williams met 1-3)

### PDC World Youth Championship
- 2021: Groepsfase (verloren van Ted Evetts met 3-4, gewonnen van Sebastian Białecki met 4-1, verloren van Keelan Kay met 0-4)
- 2022: Laatste 32 (verloren van Alec Small met 1-6)
- 2024: Laatste 16 (verloren van Keane Barry met 4-6)